# Andy McIntyre
Andrew John McIntyre (Toowoomba, 23 dicembre 1955) è un ex rugbista a 15 australiano, già pilone del Queensland e degli Wallabies.

## Biografia
Proveniente dal St. Gregory's Terrace, McIntyre praticò l'attività di club nella squadra dell'Università del Queensland, con la quale nel 1979 vinse il campionato statale battendo in finale i Brothers in una finale ripetuta dopo un pareggio; rappresentò nel corso degli anni ottanta anche la selezione del Queensland.
Esordì negli Wallabies nel corso della Bledisloe Cup 1982 contro la Nuova Zelanda a Christchurch, e prese parte ai quattro incontri del tour 1984 nel Regno Unito in cui l'Australia realizzò il suo primo Grande Slam nell'Emisfero Nord.
Tre anni più tardi fu convocato per la Coppa del Mondo di rugby 1987 in cui l'Australia giunse quarta, e disputò il suo ultimo incontro internazionale nel 1989 ad Auckland di nuovo contro la Nuova Zelanda, la Nazionale contro cui disputò il primo dei suoi 38 test match.